# الجمعية الأمريكية لجراحة السمنة والتمثيل الغذائي
الجمعية الأمريكية لجراحة السمنة والتمثيل الغذائي (اختصارًا ASMBS) هي منظمة طبية غير ربحية مخصصة لجراحة السمنة والتمثيل الغذائي والأمراض والحالات المرتبطة بالسمنة. تأسست في 1983.

## مهمتها
تقول الجمعية الأمريكية لجراحة السمنة والتمثيل الغذائي، كجزء من بيان مهمتها، إنها «ملتزمة بتثقيف المتخصصين في مجال الصحة وعامة الناس حول جراحة التمثيل الغذائي والسمنة كخيار لعلاج السمنة والسمنة المفرطة وتحسين رعاية وعلاج الأشخاص المصابين بالسمنة والأمراض والحالات المرتبطة بالسمنة». تقول منظمة التخصص الجراحي هذه إنها «تشجع أعضاءها على التحقيق واكتشاف التطورات الجديدة في جراحة السمنة والتمثيل الغذائي، مع الحفاظ على تبادل مستمر للخبرات والأفكار التي قد تؤدي إلى تحسين نتائج المرضى».
كان لدى الجمعية ما يقرب من 4000 عضو في 2012، بما في ذلك الجراحين والممرضات وأطباء السمنة وعلماء النفس وأخصائيي التغذية وغيرهم من المتخصصين الطبيين الذين يركزون على مرض السمنة.
الجمعية أيضاً مناصرة لسياسة الرعاية الصحية لتعزيز وصول المرضى إلى الوقاية والعلاج عالي الجودة للسمنة.

## تاريخها
تأسست الجمعية الأمريكية لجراحة السمنة والتمثيل الغذائي في 1983. وكان رئيسها المؤسس هو د. إدوارد إيتون ماسون، وهو جراح يُعتبر «أبو» جراحة السمنة أو علاج البدانة.
غيرت الجمعية الأمريكية لجراحة السمنة اسمها إلى الجمعية الأمريكية لجراحة السمنة والتمثيل الغذائي في 15 أغسطس 2007، لتعكس الأدلة السريرية المتزايدة التي تثبت فعالية الجراحة في علاج الأمراض الأيضية، وخاصة مرض السكري من النوع 2، بالإضافة إلى فعاليتها في علاج السمنة والسمنة المفرطة.

## برامجها
عقدت الجمعية الأمريكية لجراحة السمنة والتمثيل الغذائي 29 اجتماعاً علمياً سنوياً. دمجت الجمعية الأمريكية لجراحة السمنة وجمعية السمنة (TOS) اجتماعاتهما السنوية الخاصة بـ"أسبوع السمنة" في 2013، والذي أقيم من 11 نوفمبر إلى 16 نوفمبر 2013 في أتلانتا، جورجيا. استقطب المؤتمر العلمي والتعليمي الأطباء السريريين والعلماء من جميع أنحاء العالم لمراجعة ومناقشة البيانات الجديدة حول الطيف الكامل لمرض السمنة.
أنشأت مراكز الرعاية الصحية والخدمات الطبية (CMS) سياسة تغطية وطنية لجراحة السمنة/الأيض للمساعدة في تقليل المخاطر الصحية المرتبطة بالسمنة في 2006، بما في ذلك الوفاة والإعاقة، طالما اتُخذت الإجراءات في مرافق معتمدة من قبل الجمعية الأمريكية لجراحة السمنة أو الكلية الأمريكية للجراحين.
أعلنت جمعية السمنة والجمعية الأمريكية لجراحة السمنة والتمثيل الغذائي في 2012، عن خطط لدمج برامج اعتماد جراحة السمنة الوطنية الخاصة بهما في برنامج موحد واحد لتحقيق معيار اعتماد وطني واحد لمراكز جراحة السمنة. سُجل حالياً أكثر من 750 منشأة في البرنامج المسمى برنامج اعتماد وتحسين جودة جراحة الأيض والسمنة (MBSAQIP) في الولايات المتحدة.

## برنامج ممرضة السمنة المعتمدة
أُسس برنامج ممرضة السمنة المعتمدة (CBN) من قبل الجمعية في يونيو 2007. تشير الشهادة إلى أن الممرضات قد استوفين جميع متطلبات الاختبار وأثبتن كفاءتهن في رعاية مرضى السمنة والجراحة.